# NGC 2290
NGC 2290 is een spiraalvormig sterrenstelsel in het sterrenbeeld Tweelingen. Het hemelobject werd op 4 februari 1793 ontdekt door de Duits-Britse astronoom William Herschel.

## Synoniemen
- UGC 3562
- MCG 6-15-12
- ZWG 175.19
- PGC 19718